# Honorine
Pour les articles homonymes, voir Honorine (homonymie).
Honorine est une longue nouvelle d’Honoré de Balzac, parue en 1843.

## Historique
Écrite à l'origine en trois parties et donnée en prépublication dans La Presse en 1843, la nouvelle est reprise en volume chez le libraire Potter en 1844, puis publiée en 1845 dans les Scènes de la vie privée de l’édition Furne de La Comédie humaine.
Balzac reprend ici la forme du récit enchâssé ou récit dans le récit, qu’il a déjà adoptée dans La Femme de trente ans et La Femme abandonnée.

## Résumé[1]
Maurice de l'Hostal, ancien secrétaire du comte Octave, raconte, des années plus tard, l'histoire du comte et de sa femme, Honorine. Celle-ci a abandonné son mari pour un amant, qui la quitte à son tour. Elle refuse de rentrer au domicile conjugal, et Octave, lui ayant pardonné, s’ingénie à lui rendre la vie plus facile, payant, par exemple, pour qu'elle ait l'impression de vivre grâce aux fleurs artificielles qu'elle fabrique. Le comte fait emménager son secrétaire dans la maison attenante, afin qu'il se lie avec sa femme et qu'il la convainque de revenir.
Étant lui-même tombé amoureux, Maurice décide de partir ; il finira consul et se mariera avec une héritière génoise. Retournée auprès de son mari, Honorine dépérit et meurt.